# ماكسويل ديكون
ماكسويل ديكون هو لاعب هوكي الجليد كندي، ولد في 22 مارس 1910 في ثاندر باي في كندا، وتوفي في 29 أبريل 1970.

## وصلات خارجية
- ماكسويل ديكون على موقع EliteProspects.com (الإنجليزية)
- ماكسويل ديكون على موقع أوليمبيديا (الإنجليزية)